# Midea rectalis
Midea rectalis là một loài bướm đêm trong họ Noctuidae.